# Александр Фёдорович Брюхатый
Алекса́ндр Фёдорович Брюха́тый (? — 1471) — последний владетельный князь ярославский.

## Биография
Единственный сын князя Фёдора Васильевича.
В междоусобной войне между потомками Дмитрия Донского за великокняжеский престол он поддерживал внука Дмитрия Донского Василия Васильевича против его дяди Юрия Дмитриевича с сыновьями Василием и Дмитрием Шемякой. 6 января 1435 года около Ярославля, между сёлами Козьмодемьянским и Великим, произошло сражение, Василий Юрьевич проиграл и отступил в Вологду, но затем захватил Кострому и попытался взять Ярославль. Александр Фёдорович вышел ему навстречу, в ожидании соединения с великим князем встал с войском напротив города на другом берегу реки Которосли, но был захвачен вместе с княгиней ночью в постели в плен вятчанами, шедшими на помощь к Василию Юрьевичу. Ярославцы преследовали вятчан по берегу Волги и хотели стрелять в них, но угроза похитителей убить пленников остановила воинов Александра. Был заплачен немалый выкуп в 400 рублей, но их не освободили, а отвезли в Вятку. В мае 1436 года под Ростовом произошло окончательное поражение Василия Юрьевича, сам он попал в плен. Только после этого ярославская княжеская чета была освобождена.
В 1463 году Александр Фёдорович был вынужден продать права на княжество великому князю московскому Ивану III, для управления был назначен наместник из Москвы, но Александр Фёдорович номинально оставался князем ярославским и проживал в городе до самой своей смерти 14 апреля (по старому стилю) 1471 года, ему, единственному из всех удельных князей, было оставлено право чеканки собственной монеты. Погребён в Спасо-Преображенском монастыре.
Его единственный сын Даниил Пенко (Пенек) был наместником в Ярославле в 1496—1497 годах, а в 1500 году стал московским боярином и вошёл в Боярскую Думу.

## В культуре
Является персонажем романа Николая Полевого «Клятва при гробе Господнем. Русская быль XV века» (1832).